# 芝宏
芝 宏（しば ひろし、1923年（大正12年）10月3日 - ）は、日本の政治家。元埼玉県幸手市長。

## 来歴
埼玉県出身。1968年、埼玉県立浦和商業学校（現・埼玉県立浦和商業高等学校）卒。幸手町議会議員を5期務め、1985年、幸手町長に当選した。翌1986年、幸手町は市制施行により幸手市となり、幸手市長となる。1989年に再選。1993年に市長を退任した。同年、勲四等瑞宝章を受章した。